# Modicogryllus angustulus
Modicogryllus angustulus är en insektsart som först beskrevs av Walker, F. 1871.  Modicogryllus angustulus ingår i släktet Modicogryllus och familjen syrsor. Inga underarter finns listade i Catalogue of Life.